# Lymantria komarovi
Lymantria komarovi är en fjärilsart som beskrevs av Hugo Theodor Christoph 1882. Lymantria komarovi ingår i släktet Lymantria och familjen tofsspinnare. Inga underarter finns listade i Catalogue of Life.